# اینگرسول (اکلاهما)
اینگرسول (به انگلیسی: Ingersoll) یک منطقهٔ مسکونی در ایالات متحده آمریکا است که در شهرستان الفالفا، اکلاهما واقع شده‌است. اینگرسول ۳۶۶٫۹۸ متر بالاتر از سطح دریا واقع شده‌است.